# Alexandru Șerbănescu
Alexandru "Alecu" Șerbănescu (17 de mayo de 1912 en Colonești, Olt Condado; 18 de agosto de 1944 en Rușavăț, Buzău Condado) fue un piloto de caza Rumano, as en la Segunda Guerra Mundial.
En la primavera de 1942  fue asignado como piloto al 7.º Grupo de Combate, el cual luchó con las fuerzas alemanas contra la Unión soviética en el Frente Oriental, incluida la batalla de Stalingrado. Voló principalmente en los cazas IAR-80 y Messerschmitt Bf 109.

## Carrera militar temprana
Şerbănescu se graduó de la Universidad Militar en Târgoviște y en la Escuela de Agentes de la Infantería en Sibiu en 1933. Poco después fue nombrado comandante  de las 3.er batallón de Tropas de Montaña, localizados en Sujetadorșov. En 1942, se une la Escuela de Vuelo de la Fuerza de Aérea en Ghimbav y se convierte en piloto de caza dentro del 7.º Grupo de Cazas.

## Frente oriental
El 7.º Grupo de Caza fue enviado en 1942 al frente oriental. Șerbănescu fue distinguido en las fereoces batallas batallas durante la retirada de los aeródromos alrededor de Stalingrado. Cuándo el Ejército Rojo rompió las defensas alemanas y rumanas, en noviembre de 1942 y se acercó el aeródromo rumano donde el 7.º Grupo de Caza estaba estacionado, Șerbănescu exitosamente organizó la defensa del aeródromo contra las fuerzas soviéticas, ayudado por su experiencia de infantería. Solamente contaba con dos armas antiaéreas (un Rheinmetall 37mm y un 75mm Vickers-Reșițuna pistola), las armas de 20mm de los Bf 109Es y una compañía de soldados enfermos y algunos equipados. Los rumanos camuflaron las posiciones y con una defensa bien dirigida lograron parar los tanques soviéticos que atacaban el aeródromo por dos días. Los cañones de 20 mm de los Bf 109  fueron utilizadas como armas antitanque en tierra (levantando la cola del avión con barriles), este siendo un caso único de duelo entre tanques y aviones. El 23 de noviembre de 1942, las tropas rumanas evacuaron ocho Bf 109E (otros 3 se perdieron mientras intentaban despegar bajo fuego). Cada avión llevaba dos o tres personas en la cabina. Después de esto, lo que quedó de la unidad de Șerbănescu fue estacionado en el aeródromo de  Morozovskaya y pronto fue retirado a Rumania para descansar y recuperarse.

## Vuelta a Rumanía

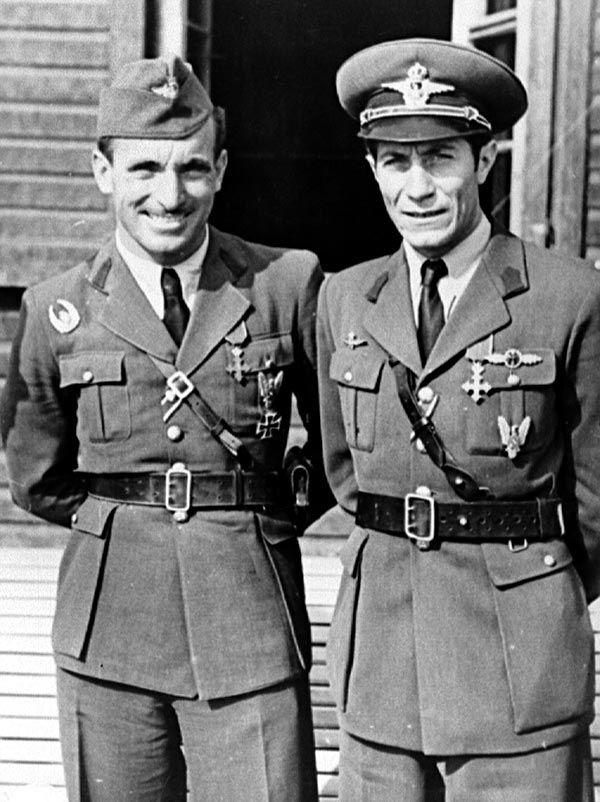
Şerbănescu e Ioan Dicezare, 30 de agosto de 1943

El 29 de marzo de 1943, Șerbănescu fue nombrado comandante del 57 ° Escuadrón de Cazas, equipado con el nuevo Messerschmitt Bf 109G, y ascendido al rango de  Capitán. Entre junio y agosto de 1943 derribó 28 aviones aliados y recibió la más alta condecoración militar, la Orden de Michael el Valiente, 3.ª Clase. El 23 de octubre, el 9.º Grupo de Caza reemplazó al 7.º Grupo de Caza agotado por la batalla, pero Șerbănescu y los otros ases permanecieron. Siguió luchando y derribando aviones de los Aliados y, como resultado, fue nombrado comandante del Grupo el 13 de febrero de 1944.
En mayo de 1944, el Ejército Rojo entró en Rumanía y ocupó el norte Bessarabia y el norte de Moldavia, pero fueron detenidos después de una feroz lucha (ver también: Batalla de Târgul Frumos), en el que los pilotos también jugaron un papel muy importante. El 11 de junio, Șerbănescu derribó su primera aeronave de la USAAF, un B-17 Flying Fortress, su 45.ª victoria. Esto fue seguido por dos P-51 Mustangs aliados, derribados em julio 31 y  agosto 4 respectivamente, los cuales fueron sus últimos derribos.

## Muerte

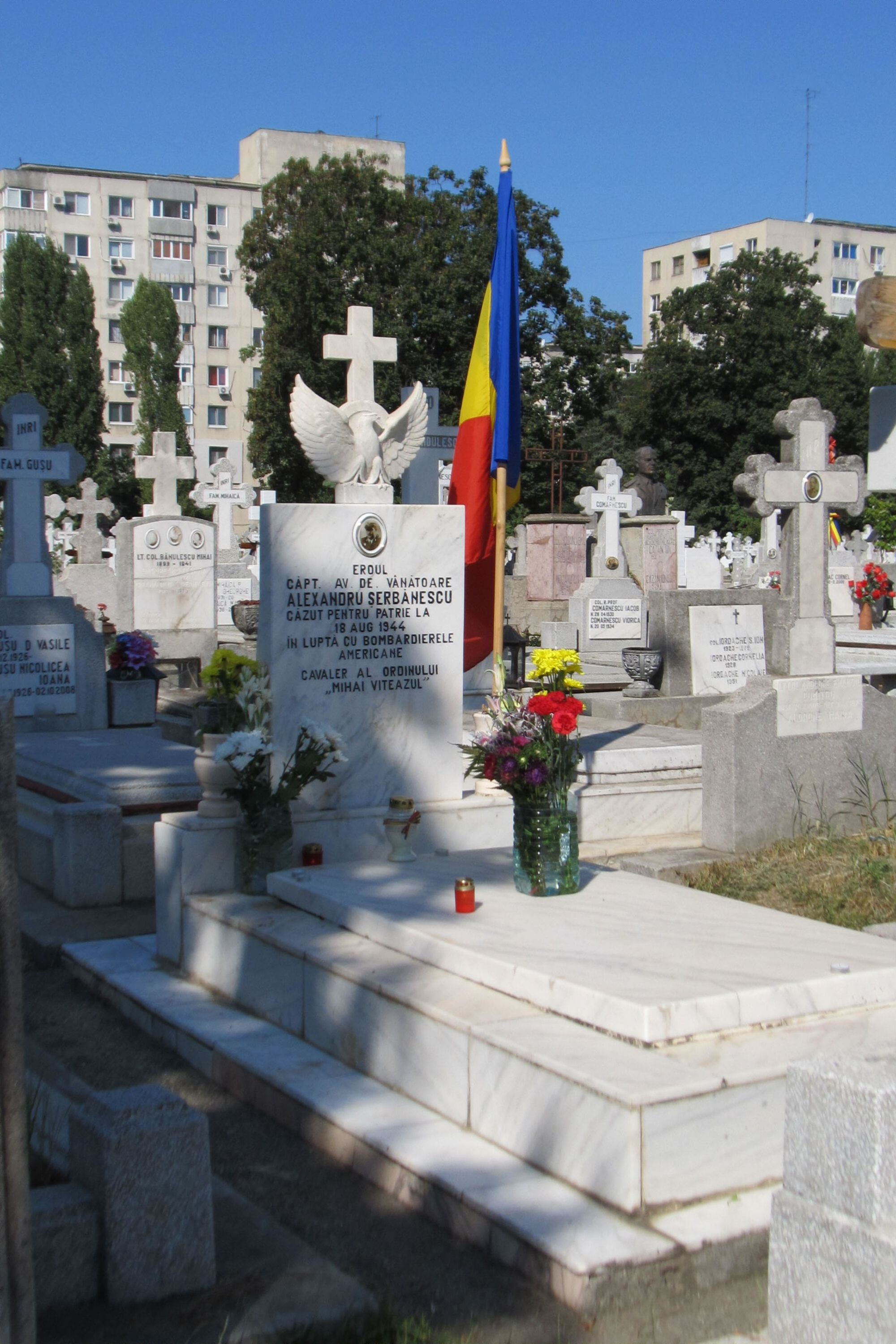
Șerbănescu tumba en Ghencea Cementerio

El 18 de agosto de 1944, Șerbănescu despegó en su última misión. Ese día, él y sus doce compañeros, junto con otros doce combatientes del 9.º Grupo de Cazas, atacaron un enjambre de Mustangs y Lightning. Cuando el teniente Dobran y el ayudante Dârjan intentaron despejar su cola, ya era demasiado tarde. Sus últimas palabras fueron: "Me voy abajo ...". Aparentemente, su radio no funcionaba correctamente y no podía escuchar las advertencias de sus compañeros. Tras la muerte de Șerbănescu, todos los combatientes rumanos recibieron órdenes de abstenerse de enfrentarse a los estadounidenses hasta que se adoptara una nueva estrategia. Cinco días después, el 23 de agosto de 1944, un golpe de Estado dirigido por el rey Michael de Rumanía el depuesto mariscal Ion Antonescu y Rumanía se pasó al bando aliado.
Durante toda su carrera como piloto, Șerbănescu fue acreditado con 47 victorias confirmadas (y 8 probables) en combate aéreo que, con ocho sin confirmar, arrojó 55 puntos en el sistema de puntuación rumano, solo superado por, solo por detrás de Constantin Cantacuzino con 69.

## Legado
Hoy, un bulevar en Bucarest recibe su nombre y pasa muy cerca al aeropuerto Aurel Vlaicu. Cada año, el 18 de agosto, veteranos, agentes de la fuerza aérea y entusiastas de la aviación se reúnen en su tumba para conmemorarle. El 18 de agosto de 2004, el 30.º Regimiento de la Guardia de Honor conmemoró, con honores militares, los sesenta años transcurridos desde la muerte del Capitán Şerbănescu en combate.
El 1 de diciembre de 2006, la 95.ª Base Aérea de la Fuerza Aérea Rumana recibió el título honorífico de Cpt. AV. Alexandru Șerbănescu.